# Јигевама
Јигева или Јигевама (ест. Jõgeva maakond) је округ у републици Естонији, у њеном источном делу. Управно средиште округа је истоимени градић Јигева.
Јигева округ је унутаркопнени округ у Естонији. На истоку се округ излази на Псковско језеро. На југу округ се граничи са округом Тарту, на југозападу са Виљанди, на северозападу са округом Јарва, на северу са округом Љаене-Виру и на североистоку са округом Ида-Виру.
Округ Јигева спада у округе средње величине у Естонији са 2,8% становништва земље.

## Урбана насеља
- Јигева
- Пилцама
- Мустве